# Unitra vipera
Unitra vipera är en insektsart som beskrevs av Irena Dworakowska 1974. Unitra vipera ingår i släktet Unitra och familjen dvärgstritar. Inga underarter finns listade i Catalogue of Life.